# Östra Lillingen
Östra Lillingen är en sjö i Älvdalens kommun i Dalarna och ingår i Dalälvens huvudavrinningsområde. Sjön har en area på 0,224 kvadratkilometer och ligger 800,3 meter över havet. Sjön avvattnas av vattendraget Västerdalälven. Vid provfiske har gädda, sik och öring fångats i sjön.

## Delavrinningsområde
Östra Lillingen ingår i det delavrinningsområde (684493-132313) som SMHI kallar för Utloppet av Östra Lillingen. Medelhöjden är 809 meter över havet och ytan är 1,02 kvadratkilometer. Det finns inga avrinningsområden uppströms utan avrinningsområdet är högsta punkten. Västerdalälven som avvattnar avrinningsområdet har biflödesordning 2, vilket innebär att vattnet flödar genom totalt 2 vattendrag innan det når havet efter 553 kilometer. Avrinningsområdet består mestadels av skog (77 procent). Avrinningsområdet har 0,22 kvadratkilometer vattenytor vilket ger det en sjöprocent på 21,4 procent.